# Susan Long (Skilangläuferin)
Susan Deborah Long (* 4. April 1960 in Glen Ridge, New Jersey) ist eine ehemalige US-amerikanische Skilangläuferin.
Long trat zwischen 1983 und 1986 für die Vereinigten Staaten im Skilanglauf an. 1983 nahm sie an der Winter-Universiade in Sofia, Bulgarien teil. In den Wettbewerben über 5 und 10 Kilometer erreichte sie die Plätze 11 und 10. Ein Jahr später qualifizierte sie sich für die Olympischen Winterspiele 1984 in Sarajevo. In den Rennen über 5, 10 und 20 Kilometer belegte sie die Ränge 38, 32 und 28. Im Staffelwettbewerb über vier Mal 5 Kilometer wurde Long mit ihren Teamkolleginnen Patricia Ross, Judy Rabinowitz und Lynn Spencer-Galanes Siebte.
Long erlangte 1982 einen Abschluss in Umweltökonomik vom Middlebury College.